# El Braya
Pour les articles homonymes, voir Mangin.
El Braya (anciennement Mangin), est une commune algérienne de la wilaya d'Oran.

## Géographie
|          | Sidi Chami  |          |
| El Kerma | El Braya    | Boufatis |
|          | Oued Tlelat |          |

## Toponymie
El Braya est une arabisation probable du mot berbère "Aberray" qui veut dire "la meule".   

## Histoire
Le village centre est une des 39 colonies agricoles constituées en vertu du décret de l'Assemblée nationale française du 19 septembre 1848. Il est constitué sur un territoire de 1 202 ha sous le nom de Mangin.

## Administration
Début août 2020, le maire de la ville est placé sous contrôle judiciaire, poursuivi dans une affaire de « corruption et mauvaise gestion ».